# Albert Van Bulck

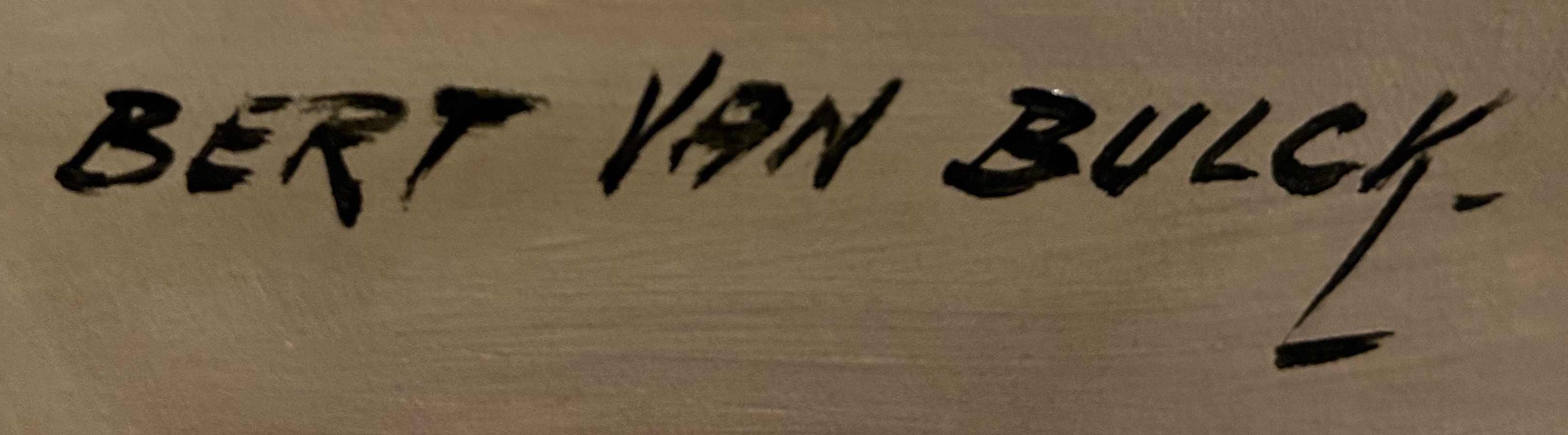

Albert Van Bulck (Boom, 9 augustus 1915 - aldaar, 5 augustus 1988), ook bekend als Bert Van Bulck was een Vlaams kunstschilder, kunstleraar en filmregisseur. 

## Levensloop
Albert Van Bulck werd in augustus 1915 geboren in de Antwerpse gemeente Boom als Frans Leopold Albrecht Van Bulck. Hij was de zoon van Jan Felix Van Bulck en Filiomena Claes. Op 10 september 1940 huwde hij in Boom met Joanna Alina Plaetinck (Jeanne).  
Hij volgende zowel de kunstacademie van Boom als de Koninklijke Academie voor Schone Kunsten van Antwerpen. Zijn kunstschilderijen met stillevens, landschappen, stadsgezichten, portretten en gezelschappen weerspiegelen een 19de-eeuwse romantische stijl. Hij maakte ook etsen , gaf les aan de Boomse academie en was actief als filmregisseur verbonden aan de Boomse Filmstudio (BFS). 
Op 9 december 1961 stichtte hij samen met Antoine Lëfgren en Willy Smits BOCAM, een club voor filmamateurs. Met zijn animatiefilm in kleur Padre Pedro, werd hij laureaat in de reeks Verfilmd Lied op het Internationaal Festival voor Amateurfilms te Cannes in Frankrijk.
Tot zijn vriendenkring behoorde collega kunstschilder Romain Malfliet, die door hem geïnteresseerd geraakte in Boom en de Rupelstreek met hun steenbakkerijen. Op de kunstacademie van Boom was hij collega van de eveneens in Boom geboren Bobbejaan Schoepen 
Frans Leopold Albrecht Van Bulck overleed op 5 augustus 1988 te Boom en werd er begraven op 12 augustus.

## Werken
Zijn schilderijen zijn meestal getekend met Bert Van Bulck terwijl er ook etsen van zijn hand bekend zijn ondertekend met A. Van Bulck.

### Gezelschappen
Zijn schilderijen met gezelschappen vertonen meestal drie mannen, die een weerspiegeling kunnen zijn van hemzelf en twee goede vrienden.
- Aan de haard, drie edelen voor de brandende open haard in een oude bibliotheek, twee zittende en één staande voor de haard.[4]
- In de eetkamer (100 x 70 cm), twee mannen zittende aan een eettafel voor een hoge stenen haard met daarboven een landschapschilderij en een derde staande man met open regenjas. [5]
- Portret in uitvoering van de bisschop (110 x 80 cm), twee staande keuvelende paters, waarvan één de zittende bisschop portretteert.[5]

### Landschappen
- Het betoverde bos, een vrij donkere bosdreef met bomen en een huisje aan de linkerzijde.
- Rivierzicht, een brede rivier met in de verte een huisje op de linkeroever en dichtbij op de rechteroever drie bomen naast de rivier en over de weg een hoeve geflakeerd door meerdere boomgroepen. [5]
- Rivierzicht met mensen, een huis naast een landweg met een fietser op de weg en een river met een visser op de oever.

### Portretten
De nog gekende portretten van de hand Bert Van Bulck zijn meestal reproducties van bekende meesterwerken.
- Antoon van Dyck, een reproductie van zijn zelfportret uit c. 1621. [6]
- Twee jonge dames in 19de-eeuwse dagelijkse kleding rond een mand met druiven, een reproductie van de kleine fruitverkoopster van Bartolomé Murillo. [7]
- Meisje met appel voor ezel, een reproductie van een werk van de Spanjaard Francisco Ribera Gómez.

### Stadszichten
- Brugge: zicht vanuit de bocht van de Predikherenrei op de hoek Groenerei met de stenen Peerdenbrug (60 x 120 cm). Een werk met gevarieerde waterspiegelingen.[8]
- Brugge: drie bomen op de linkeroever van een gracht overspannen door een licht hellende stenen brug met ronde doorvaart en een zestal oude huizen op de rechteroever waarvan één met een omheinde tuin (60 x 124 cm). [9]

### Stillevens
- Een groot stilleven (160 x 95 cm) op houten tafel met bloemvaas, wijnkaraf, ananas, appels, druiven en losse fruitstukken en losse bloemen.[10]
- Een groot stilleven op houten tafel met, voor een koperen pot met 2 handvaten en bruin staand dienblad, hele en halve perziken, meerdere blauwe en witte druiven trossen, appels en een gespreid liggende fazant op een wit laken. [5]
- Een rechthoekig stilleven (95 x 75 cm) met witte en paarse seringbloemtakken in een glazen vaas en enkele liggende losse bloemen. Dit alles voor een groen textielstuk als doorhangende achtergrond. [11]

### Andere onderwerpen
- Jonge blonde vrouw in grot (90 x 50 cm), een lezende blonde vrouw in wit kleed liggend in blauw deken en steunend op een steen, gesitueerd in een grot met via de grotingang op de rechter achtergrond een beperkt uitzicht op de buitenwereld.[12]
- Herder, een landelijk zicht met naast een rivier een herder met zijn schapenkudde, twee koeien en een huis. [13]